# Michèle Vullien
Michèle Vullien, née le 18 janvier 1944, est une femme politique française. Elle est maire de Dardilly de 1995 à 2017 et sénatrice du Rhône de 2017 à 2020.

## Biographie

### Élue locale
Michèle Vullien commence sa carrière politique en se présentant à la mairie de Dardilly. Elle est élue maire lors des municipales de 1995 et est réélue en 2001, 2008 et 2014.
Elle est élue conseillère générale du canton d'Écully lors des cantonales de 2001. Candidate à sa propre succession lors du renouvellement de 2008, elle est battue par Éric Poncet,,,.
Le 23 avril 2014, elle passe de la 11e à la 2e vice-présidence de la communauté urbaine de Lyon,. En juillet 2017, elle est élue 4e vice-présidente du conseil de la métropole de Lyon.
En 2014, le sénateur Michel Mercier lui propose d'être candidate sur sa liste lors des sénatoriales. Elle figure en 2e position sur la liste UDI, mais elle n'est pas élue,.
En 2016, elle remplace Hélène Geoffroy à la présidence de Médialys. Elle quitte cette fonction aun an plus tard au retour de cette dernière, mais elle reste membre du conseil d'administration (2e collège).
Elle soutient Emmanuel Macron à la présidentielle de 2017.

### Sénatrice
Durant l'été 2017, Gérard Larcher propose la nomination de Michel Mercier au Conseil constitutionnel,,,,, ; mais il est mis en cause dans une affaire de détournement de fonds publics, ce qui le pousse à renoncer à cette fonction avant sa prestation de serment,. À la suite de la démission de ce dernier,,,, elle devient sénatrice du Rhône le 1er octobre 2017. Touchée par le cumul des mandats, elle démissionne de ses mandats de maire et de vice-présidente de la métropole de Lyon ; néanmoins, elle continue de siéger comme conseillère municipale. Rose-France Fournillon lui succède à la tête de la municipalité,,,.
Lors des élections sénatoriales du 27 septembre 2020, la liste « Union centriste pour le Rhône » qu'elle conduit ne recueille que 6,24 % des voix des grands électeurs et n'obtient aucun élu.

## Synthèse des mandats
- 1995 - 2017 : Maire de Dardilly
- 2001 - 2008 : Conseillère générale du Rhône, élue du Canton d'Écully
- 2017 - 2020 : Sénatrice du Rhône
- 2017 - 2020 : Conseillère municipale de Dardilly
- Depuis 2020 : Conseillère métropolitaine de Lyon

## Distinctions
En 2012, Michèle Vullien est nommée chevalier de la Légion d'honneur.